# Mattscheckiger Braun-Dickkopffalter

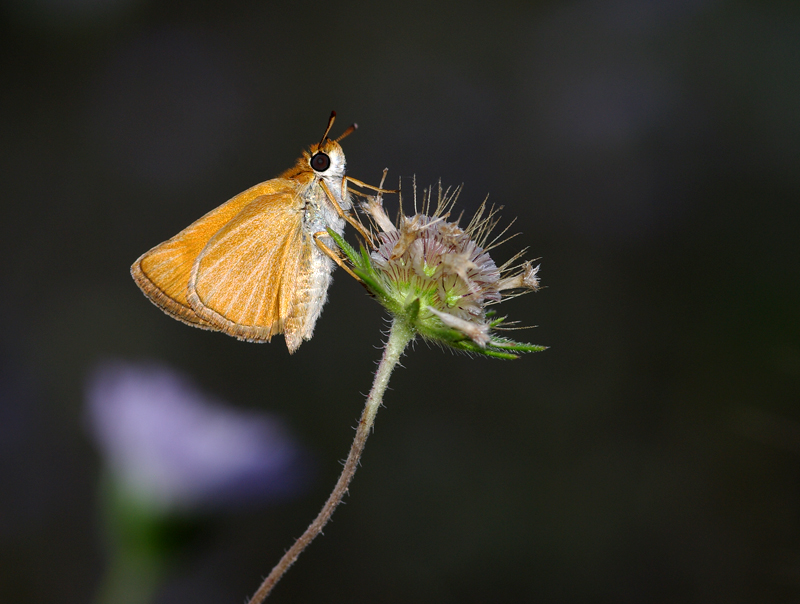
Unterseite des Mattscheckigen Braun-Dickkopffalters

Der Mattscheckige Braun-Dickkopffalter (Thymelicus acteon) ist ein Schmetterling aus der Familie der Dickkopffalter (Hesperiidae).

## Merkmale
Die Falter erreichen eine Flügelspannweite von 24 bis 28 Millimetern, wobei die Weibchen etwas größer als die Männchen sind. Ihre Flügeloberseiten sind orangebraun gefärbt, der Außenrand ist dunkel und hat einen hellen Saum. Man kann eine gebogene Reihe kleiner hellgelblicher Flecken in der Postdiskalregion erkennen, die bei den Männchen undeutlich, bei den Weibchen kräftig ausgebildet sind. Die Männchen besitzen schwarze, strichförmige Duftschuppenflecke.
Die Raupen erreichen eine Länge von bis zu 24 Millimetern. Der Raupenkörper verjüngt sich an beiden Enden und ist grün gefärbt. Auf dem Rücken befindet sich eine dunkelgrüne, blass gerandete Linie, die von einer blassen grünlich gelben Linie flankiert wird. Die Stigmatallinie ist ebenfalls grünlich gelb; unter dieser befindet sich ein gelblich weißes Band. Der Raupenkopf ist groß und grünlichbraun.

### Ähnliche Arten
- Schwarzkolbiger Braun-Dickkopffalter (Thymelicus lineola)
- Braunkolbiger Braun-Dickkopffalter (Thymelicus sylvestris)
- Thymelicus hyrax
- Thymelicus hamza

## Verbreitung
Die Art ist im gesamten Mittelmeerraum, außer auf einigen Inseln wie Korsika und Sardinien und in Nordafrika, östlich über Kleinasien bis in den Irak verbreitet. Im Norden erreicht sie Südengland (nur in der Umgebung von Lulworth, daher der englische Name „Lulworth Skipper“) und Norddeutschland. Sie fliegen bis in eine Höhe von etwa 1.600 Metern, in Nordafrika auch bis 1.800 Meter. Obwohl sie in ganz Mitteleuropa weit verbreitet sind, kommen die Tiere meist nur lokal vor, dann aber häufig in großer Zahl. Sie leben an heißen und trockenen, blütenreichen und grasbewachsenen Orten, vor allem zwischen Büschen. Im Süden Englands leben sie in grasbewachsenen Karstgebieten.

## Lebensweise
Wie alle Dickkopffalter sind die Tiere eifrige Blütenbesucher und vorwiegend auf violetten Blüten, wie z. B. Flockenblumen, Hauhecheln und Skabiosen zu finden. Sie fliegen sehr schnell in nur geringer Höhe. Sie leben etwa zwei bis drei Wochen.

### Flug- und Raupenzeiten
Die Falter fliegen in einer Generation von Juli bis August, die Raupen findet man von September bis in den Juni des nächsten Jahres.

### Nahrung der Raupen
Die Raupen ernähren sich von breitblättrigen Gräsern, wie z. B. von 
- Fieder-Zwenke (Brachypodium pinnatum)[1][2][3]
- Wald-Zwenke (Brachypodium sylvaticum)[3]
- Gemeiner Quecke (Elymus repens)[3]
- Kriechender Quecke (Elymus repens)[2]
- Land-Reitgras (Calamagrostis epigejos)[3].

## Entwicklung
Die Weibchen legen ihre Eier meist in Reihen von etwa fünf bis sechs, maximal 15 Stück in den Blattscheiden, auf der Blattunterseite der Futterpflanzen ab. Diese sind vorzugsweise groß gewachsen. Die Raupen schlüpfen im September und spinnen sich gleich danach in einem Kokon ein, in dem sie überwintern. Sie beginnen ihre Entwicklung erst im darauffolgenden Frühling etwa im April. Sie sind nachtaktiv und leben zwischen den zusammengesponnenen Kanten eines Grashalmes. Die Verpuppung findet in einer grünen Gürtelpuppe in einem lockeren Gespinst im Gras statt.

### Nahrung der Falter
Die Falter wurden bei der Nektarsuche u. a. an folgenden Pflanzen beobachtet:
- Tauben-Skabiose (Scabiosa columbaria)[2]
- Acker-Witwenblume (Knautia arvensis)[2]
- Wald-Witwenblume (Knautia dipsacifolia)[2]
- Heil-Ziest (Stachys officinalis)[2]
- Wiesen-Flockenblume (Centaurea jacea)[2]
- Stängellose Kratzdistel (Cirsium acaule)[2]
- Nickende Distel (Carduus nutans)[2]
- Oregano (Origanum vulgare)[2]
- Kleine Bibernelle (Pimpinella saxifraga)[2]
- Gewöhnlicher Hornklee (Lotus corniculatus)[2]

## Gefährdung und Schutz
Die Populationen des Mattscheckigen Braun-Dickkopffalters sind u. a. durch Flurbereinigungen, Herbizideinsatz und Mulchen bedroht. Dem schonenden Umgang mit den Nektarhabitaten kommt eine besondere Bedeutung zu. Thymelicus acteon wird in der Roten Liste gefährdeter Arten der Bundesrepublik als gefährdet (Stufe 3) eingeordnet.